# Отреј
Отреј је у грчкој митологији било име више личности. 

## Митологија
- Када се Афродита појавила пред Анхисом, он је подозревао да је она заправо божанство, али га је разуверила речима да је кћерка фригијског краља Отреја.[1] Као његова права кћерка се помиње Плакија.[2] Отреја помиње Хомер у „Илијади“ као Пријамовог савезника у борби против Амазонки у бици крај реке Сангарије (сада Сакарије).[3][4]

- Помиње се и Отреј који је био син краља Даскила у Хераклеји Понтској, земљи Маријандина.[5] Убио га је Амик, краљ Бебрика у Бритнији.[6][7]